# Medgyesegyháza
Medgyesegyháza [medděšeďháza] (slovensky Medeš, rumunsky Megieșhaz) je město v jihovýchodním Maďarsku v župě Békés, spadající pod okres Mezőkovácsháza. Nachází se asi 18 km jihozápadně od Békéscsaby. V roce 2015 zde žilo 4 557 obyvatel. Podle statistik z roku 2011 zde byli Maďaři (92,2 %), Slováci (2,9 %), Rumuni (2,2 %), Romové (0,4 %), Němci (0,2 %) a Ukrajinci (0,2 %).
Nejbližšími městy jsou Csorvás, Elek, Gyula, Mezőkovácsháza, Orosháza a Újkígyós. Blízko jsou též obce Almáskamarás, Csabaszabadi, Kétegyháza, Kunágota, Magyarbánhegyes, Medgyesbodzás, Nagykamarás a Pusztaottlaka.